# Anetoceras
Anetoceras — викопний рід головоногих молюсків вимерлої родини Mimosphinctidae ряду Agoniatitida підкласу амоноідей, що існував в девонському періоді (403-392 млн років тому). Викопні рештки виявлені в Китаї, Німеччині, Марокко, Росії (Нова Земля) та Іспанії.

## Опис
Раковина Anetoceras була ребристою, спірально закрученою. Ребра вузькі і широко розташовані. Витки, хоча і були близько розташовані, не доторкалися один до одного.

## Види
- Anetoceras arduennense  (Steininger, 1853)
- Anetoceras elegans  Yatskov, 1990
- Anetoceras elegantulum  S. Shen, 1975
- Anetoceras ellipticum  S. Shen, 1975
- Anetoceras mittmeyeri  De Baets & al., 2013
- Anetoceras multicostatum  Ruan, 1981
- Anetoceras obliquecostatus  Schindewolf 1934
- Anetoceras tangdingense  Ruan, 1981
- Anetoceras medvezhense  Yatskov, 1990